# Karl Ludwig zu Sulz

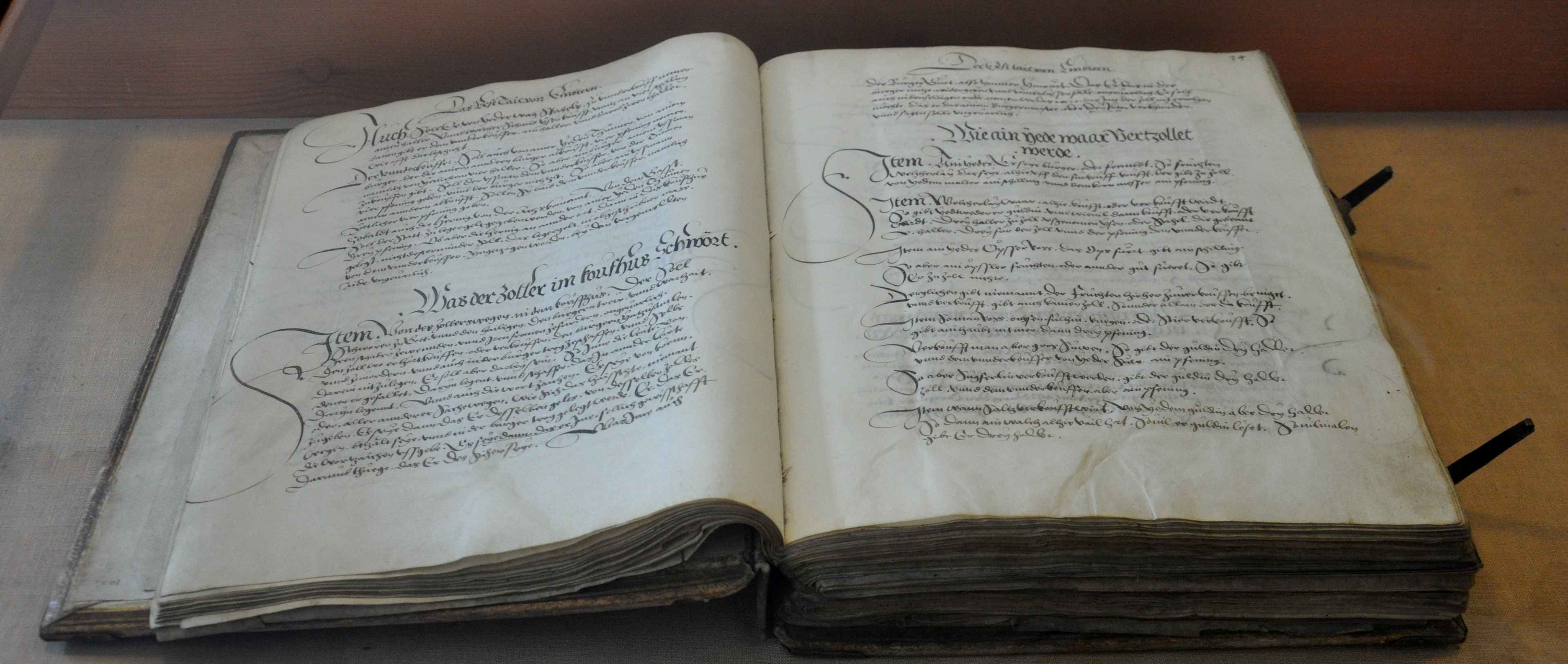
Rottweil Stadtmuseum: Rechtsbuch 1545

Karl Ludwig I. von Sulz („Der lange Schwabe“) (* 9. Juli 1560 in Tiengen; † 29. September 1616 in Turin) war ein kaiserlicher Feldzeugmeister, Oberster der Stadt Wien, Reichshofrichter zu Rottweil und Präsident des Hofkriegsrates.

## Leben
Karl Ludwig I. Graf von Sulz, Landgraf zu Klettgau, Herr zu Vaduz und Blumenegg, entstammte dem alten süddeutschen Adelsgeschlecht der Grafen von Sulz. Die Familie erlosch 1687 im Mannesstamm.
1596 warb Karl Ludwig I. für Erzherzog Albrecht in den Niederlanden ein Regiment an, mit dem er gegen Frankreich kämpfte. Nach einem Dekret vom 16. April 1598 bestellt ihn Kaiser Rudolf II. als Oberst über ein von ihm aufzustellendes Regiment deutscher Landsknechte, das in Ungarn gegen die Türken eingesetzt werden sollte. 1599 ernannte ihn Kaiser Rudolf für den Feldzug in Ungarn zum Oberst-Feldzeugmeister. 1600 (nach anderen Quellen 1604) übertrug man ihm die Leitung des Hofkriegsrates; ein Amt, das er bis 1610 ausübte. Unter seiner Leitung wurde der übermäßig große Stand der Regimenter vermindert und auf eine einheitliche Stärke gebracht. Es erschien auch die erste Generalprofossen-Instruction.
Sein Zuhause, das Schloss Tiengen, sah er wohl selten. Als Verwalter diente ein Vogt, zu seiner Zeit war das der von ihm geförderte Johann Jakob von Beck.
Karl Ludwig I. diente 1601 auch Erzherzog Matthias als Feldzeugmeister. Bei der Einnahme von Stuhlweißenburg am 20. September 1601 befehligte er die Artillerie. 1603 kämpfte er zusammen mit Oberst Kolonitsch und 5000 Mann in Stuhlweißenburg gegen Pascha Murad, den sie nach Sechshard zurückschlugen. 1604 übertrug man ihm die Stellung eines Obersten der Stadtgarde in Wien. Am 7. April 1610 wurde er von Kaiser Rudolf zum Obersten Feld-Generallieutenant in den Jülich’schen Landen ernannt und unterstand dem bevollmächtigten Kommissar Erzherzog Leopold, Bischof zu Straßburg und Passau. Er kommandierte „über den ganzen hellen Haufen unseres Kriegs-Volks zu Roß und Fuß“. Seine Besoldung betrug monatlich 2000 Gulden. Es ist das letzte Dokument, welches sich auf Sulz’ Tätigkeit im kaiserlichen Dienste bezieht.
Später trat er in spanische Dienste und starb am 29. September 1616 als General des Königs von Spanien an hitzigem Fieber.

## Landgraf im Klettgau

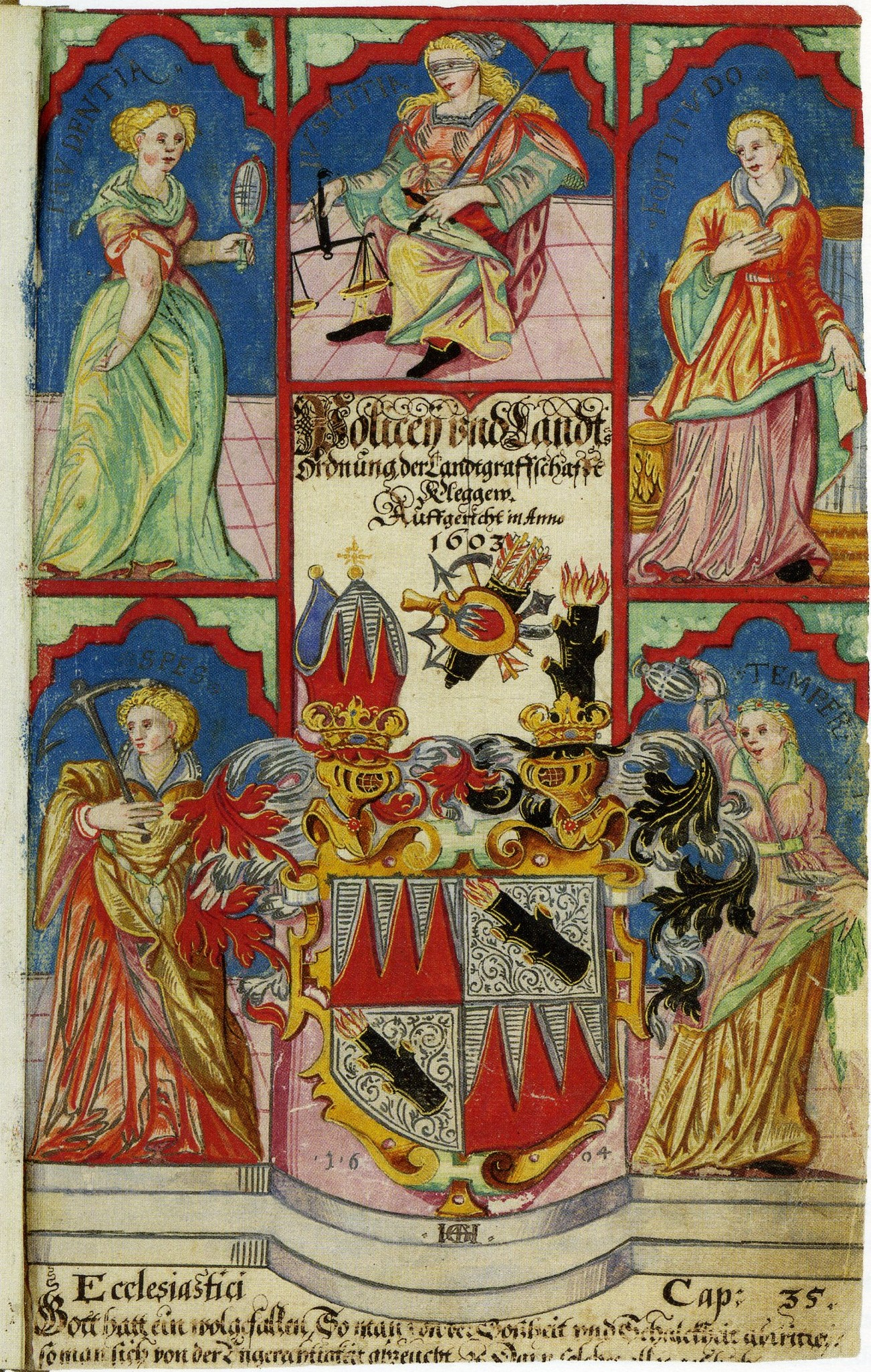
Titelblatt der Polizei- und Landesordnung der Landgrafschaft Klettgau von 1603

Nachdem sein Bruder Rudolf seit 1595 eine Rebellion seiner Untertanen gegen „Türkensteuer und Reichsumlage“ nicht beilegen konnte, musste dieser 1602 das Amt des Landgrafen im Klettgau an Karl Ludwig abtreten:
„Am 8. August 1602 trafen die gräflichen Brüder Rudolf und Karl Ludwig einen Vergleich wegen der enormen Schulden des ersteren und der Abtretung der Regentschaft, und in dem am 27. Januar 1603 abgeschlossenen Abschied im Posthaus zu Oberlauchringen sicherten die Untertanen die Zahlung des Zinses für 20000 fl. ab Martini 1603 als Einstand und Anfang der Regierung zu, lehnten jedoch neue Auflagen, wie etwa den Rauchgulden, entschieden ab. Am 24. April huldigten sie dem Grafen Karl Ludwig als ihrem neuen Landesherren.“
Noch in seinem ersten Amtsjahr ließ Karl Ludwig eine umfassende Polizei- und Landesordnung ausarbeiten, wobei er auch Vertreter der Untertanen beizog. Die sulzischen Beamten versuchten jedoch deren Einfluss einzudämmen, was zu weiteren Protesten bei den kaiserlichen Kommissaren und zu einer Überarbeitung der Polizei- und Landesordnung im Jahre 1605 führte. Erst 1610 beendeten die Untertanen ihre Steuerrebellion.

## Beginn des Ausverkaufs
Karl Ludwig konnte die politische Situation im Klettgau wieder stabilisieren, aber die Finanzprobleme waren nicht grundlegend gelöst. Mit dem Kaufbrief vom 1. Februar 1610 verkaufte er seine Herrschaft Mettingen mit der Burg Untermettingen an seinen „lieben Schwager und Bruder“ Maximilian von Pappenheim, Graf der Landgrafschaft Stühlingen. Zur weiteren Entlastung verkaufte er 1613 Vaduz und Schellenberg an Graf Kaspar von Hohenems. Die Herrschaft Blumenegg wurde an das Kloster Weingarten veräußert.

## Herkunft, Ehen und Nachkommen
Karl Ludwig war ein Sohn von Alwig II. von Sulz und der Barbara von Helfenstein-Wiesensteig. Er entstammte dem alten schwäbischen Adelsgeschlecht der Grafen von Sulz. Sein älterer Bruder, Rudolf IV. von Sulz, wurde „der Schuldenmacher“ genannt.
Karl Ludwig war zweimal verheiratet. In erster Ehe mit Dorothea Katharina von Sayn (1562–1609). Am 1. Februar 1616 heiratete er Maria von Oettingen-Wallerstein (* 10. Januar 1582; † 13. März 1647).
Seine erste Frau Dorothea Katharina heiratete er 1585, sie brachte die Herrschaft Montclar und Münzburg offiziell als Mitgift in die Ehe ein die damit an das Geschlecht derer zu Sulz übergegangen wären. Doch erst ihr beider Sohn Alwig (1586–1632) wurde nach dem Tod seiner Mutter in Nancy durch den Herzog von Lothringen, Heinrich II., am 2. April 1609 mit den Burgen Montclair (lothringischer Anteil) und Meinsberg belehnt. Alwig von Sulz war mit Katharina Ludmilla Popel von Lobkowitz verheiratet.
Kinder aus 1. Ehe:
- Alwig von Sulz (1586–1632) ⚭ 1. Katharina Ludmilla von Lobkowicz, ⚭  2. Veronika von Spaur
- Adolf von Sulz (* 4. November 1587)
- Maria Barbara von Sulz (* 13. Dezember 1588) ⚭  Graf Johann Ludwig von Leiningen-Dagsburg-Falkenburg
- Elisabeth von Sulz (* 25. November 1589) ⚭  Ulrich Freiherr von Firmian
- Juliana von Sulz (* 12. November 1590) ⚭  Wilhelm Heinrich von Waldburg
- Amalia Katharina von Sulz (* 24. November 1591)
- Ester von Sulz (* 1592) ⚭ Graf Ferdinand Balthasar von Meggau
- Anna Amalia von Sulz (* 1593; † 26. April 1658) ⚭ Graf Caspar Marcus von Hohenems
- Karl Ludwig Ernst (* 1595; † 1648)[6]
- Agnes von Sulz

Kinder aus 2. Ehe:
- Karoline Ludovika von Sulz (* 1617) ⚭ Graf Hugo von Königsegg-Aulendorf